# Макарово-Ярська волость
Макарово-Ярська волость — історична адміністративно-територіальна одиниця Слов'яносербського повіту Катеринославської губернії.
Станом на 1886 рік складалася з 8 поселень, 8 сільських громад. Населення — 3614 осіб (1903 чоловічої статі та 1711 — жіночої), 683 дворових господарства.
|                     | Площа, десятин | У тому числі орної, дес. |
| ------------------- | -------------- | ------------------------ |
| Сільських громад    | 4826           | 3184                     |
| Приватної власності | 15539          | 3607                     |
| Іншої власності     | 153            | 43                       |
| Загалом             | 20518          | 6834                     |

Основні поселення волості:
- Макарів Яр — власницьке село при річці Сіверський Донець та струмках Макаровим та Білоусовим за 65 верст від повітового міста, 1414 осіб, 292 двори, православна церква, лавка, щорічний ярмарок та базари по неділях.
- Ново-Божедарівка (Давидівка, Кружилівка) — власницьке село при річці Сіверський Донець та струмку Кружилівка, 489 осіб, 90 дворів, православна церква, лавка, 2 ярмарки на рік.